# Leuthnerhof
Der Leuthnerhof ist ein Gemeindebau im 6. Wiener Gemeindebezirk Mariahilf.

## Geschichte
Im Roten Wien der Zwischenkriegszeit entstanden zahlreiche kommunale Wohnbauten, einer davon im 6. Bezirk. An der Stelle des heutigen Leuthnerhofs befand sich ab Beginn des 18. Jahrhunderts ein Abschnitt des Linienwalls, der als Befestigungsanlage zum Schutz der Wiener Vorstädte errichtet wurde, später als Steuergrenze diente und Ende des 19. Jahrhunderts geschleift wurde. Ab 1947 befand sich hier, den Verlauf des Linienwalls unterbrechend, das Gumpendorfer Schlachthaus. Nach dem Abriss des Schlachthauses im Jahr 1907 wurden auf dem Areal die Hauptfeuerwache Mariahilf, die Zentralberufsschule und der Werkstättenhof errichtet. Die Fläche des heutigen Leuthnerhofs wurde nicht verbaut, hier wurde nach 1914 ein geschlossener Jugendspielplatz angelegt. 1931 wurde an dieser Stelle mit der Errichtung des vom Architekten Georg Rupprecht entworfenen, ersten Mariahilfer Gemeindebaus begonnen. Zum Zeitpunkt der Fertigstellung im Jahr 1932 verfügte der Bau über eine Lehrlingsbücherei, da zu den Mietern Lehrlinge und Lehrer der benachbarten Berufsschule zählten.
Nach einem Bombentreffer im Zweiten Weltkrieg, bei dem die Wohnhausanlage schwer beschädigt wurde, erfolgte 1947 und 1949 ein Wiederaufbau der zerstörten Teile. 1949 erfolgte die Benennung nach dem Journalisten und sozialdemokratischen Politiker Karl Leuthner, an den eine Gedenktafel im Eingangsbereich erinnert. Von 2004 bis 2005 erfolgte eine Generalsanierung der Wohnhausanlage, bei der unter anderem das Dach neu gedeckt wurde und die Fenster und Türen erneuert wurden. Außerdem wurde die Fassade mit einem Wärmedämmverbundsystem versehen und die Wohnanlage an das Netz der Fernwärme Wien angeschlossen. Heute ist der Leuthnerhof der zweitgrößte Mariahilfer Gemeindebau nach dem 1952 fertiggestellten Einsteinhof.

## Allgemeines
Die Wohnhausanlage steht seit 2003 unter Denkmalschutz (Listeneintrag) und wird von der Linken Wienzeile, Mollardgasse, Eisvogelgasse und Pliwagasse begrenzt. Jenseits der Wienzeile befindet sich die U-Bahn-Station Margaretengürtel.
Der fünfstöckige Bau umfasst 10 Stiegen, die als Blockrandbebauung um einen begrünten Innenhof gruppiert sind, von dem aus die einzelnen Stiegenhäuser zugänglich sind. Die Fassade ist ohne Dekor gestaltet und durch schwach ausgeprägte Risalite sowie ein breites, bandförmiges Kranzgesims als zweischichtiges Wandsystem, zur Linken Wienzeile hin auch durch Balkone gegliedert. Erwähnenswert sind auch zwei original erhaltene Teppichklopfstangen im Innenhof, deren Steher expressionistische Ansätze aufweisen.